# Čestmír Suchý
Čestmír Suchý (11. ledna 1921 Vrchlabí – 2. ledna 2005) byl český novinář, právník a vysokoškolský učitel.

## Život
V letech 1946 až 1957 byl redaktorem zahraničně politického oddělení Rudého práva. V roce 1953 byl vedoucím autorského kolektivu knihy Emigranti proti národu. V roce 1957 byl pro svoje kritické postoje proti tehdejšímu vedení Komunistické strany Československa z Rudého práva  propuštěn.
Od června 1962 vedl v nakladatelství Orbis vydávání časopisu Solidarité/Solidarity, který vycházel ve francouzské a anglické verzi a který propagoval život v tehdejším Československu. V letech 1965 až 1970 byl nejdříve redaktorem, pak vedoucím zahraničně politické redakce Československého rozhlasu. Zúčastnil se protiokupačního rozhlasového vysílání v srpnu 1968. V roce 1970 byl z Československého rozhlasu. propuštěn a pracoval v dělnických profesích, např. dělal kulisáka nebo čističe výkladů, soukromě vyučoval cizí jazyky. Byl signatářem Charty 77. 
Po pádu komunistického režimu v listopadu 1989 se stal členem Rady Syndikátu novinářů České republiky. Na jaře 1990 se stal místopředsedou Společnosti československo-izraelského přátelství. Od února 1990 do ledna 1991 byl děkanem Fakulty sociálních věd Univerzity Karlovy; od února 1991 pak byl proděkanem této fakulty.